# Lago Biwa

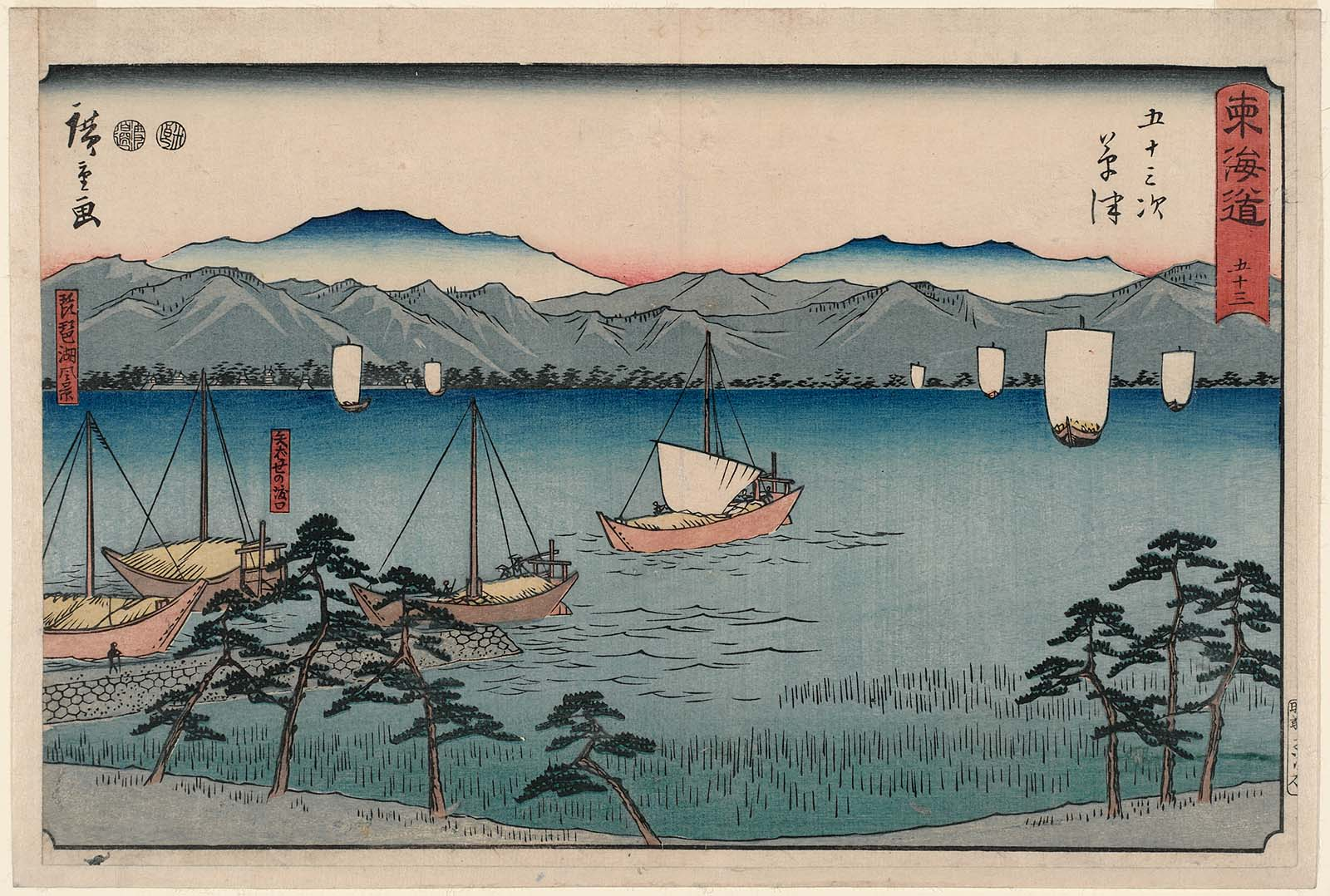
Hiroshige

O Lago Biwa 琵琶湖 (Biwa-ko), com 670 km², é o maior lago de água doce do Japão e um dos mais antigos do mundo (originado numa falha tectónica).
A origem do nome Biwa está relacionada ao formato do lago: uma biwa é um alaúde de quatro cordas, instrumento musical trazido da China para o Japão .
O lago Biwa servia como via de comunicação com o Mar do Japão e com o continente (cidades de Quioto, Osaka e Nara) . Atualmente, suas águas servem para irrigação, consumo humano, turismo, lazer (esportes aquáticos e pesca), geração de energia e outros fins industriais. O lago fornece os recursos hídricos necessários para abastecer todo o cinturão industrial de Keihanshin, que compreende as cidades de Quioto, Osaka e Kobe.
Neste lago existem praticamente todos os tipos de peixes de água doce do Japão. Também vive o molusco que dá origem à pérola biwa, considerada a melhor pérola de água doce no mundo por sua qualidade e beleza .